# Сафаров, Владимир Ашотович
Владимир Ашотович Сафаров (узб. Vladimir Ashotovich Safarov; арм. Վլադիմիր Աշոտի Սաֆարով ; 17 января 1939 года; Ташкент, Узбекская ССР, СССР — 14 июля 2021) — советский и узбекистанский джазмен, журналист, писатель и историк футбола Узбекистана и стран постсоветского пространства. Являлся автором многочисленных книг и статей, посвящённых истории и статистике футбола Узбекистана. Являлся членом Армянского культурного центра Узбекистана и президентом ташкентского джаз-клуба.

## Происхождение и биография
Владимир Сафаров происходит из армян Нагорного Карабаха. Его дедушка Александр Богданович Захарян переехал в Ташкент и провёл остаток своей жизни в Узбекистане. За это время у него родились дети, и Владимир Сафаров представляет второе поколение. Его братья — Геннадий и Вячеслав являются известными исполнителями джаза. 

Сам Владимир Сафаров также увлекался джазом и являлся соавтором группы «Арцах» который стал известным не только в Узбекистане. Созданная братьями Сафаровыми группа «Арцах» участвует в международных джазовых фестивалях от имени Центра армянской культуры Узбекистана.
Владимир Сафаров являлся болельщиком и историком футбольного клуба «Пахтакор», выступающего с 1956 года. Кроме истории «Пахтакора», Сафаров занимался изучением истории и статистики футбола Узбекистана и стран постсоветского пространства. Являлся автором около тридцати книг по истории футбола Узбекистана и стран бывшего СССР, о выдающихся футболистах и футбольных клубах. Регулярно публиковал статьи об истории и статистике футбола Узбекистана в газетах Узбекистана, посвященных футбольной тематике. В общей сложности являлся автором около 3000 статей, которые опубликованы в различных изданиях разных стран.

В марте 1992 года инициировал создание бомбардирского Клуба имени Геннадия Красницкого. Тогда на страницах республиканской прессы он обратился к футбольной общественности с предложением о создании данного рейтинга лучших бомбардиров Узбекистана.

Сотрудничал со многими коллегами по журналистике. Передал собранную им статистику о футболе Узбекистана для создания российских энциклопедий «Столетие российского футбола» и «Энциклопедии женского футбола», книги «Футбольная планета», а также для эстонской книги «Футбол независимых стран» и украинско-российскому «Сборнику статистики».

В 2000 году был признан Федерацией футбола Узбекистана лучшим журналистом года.

В 2019 году к 80-летию Владимира Ашотовича вышел биографический фильм, посвящённый творчеству узбекистанского джазмена и спортивного журналиста.
Умер 14 июля 2021 года в Ташкенте.

## Достижения и награды
- Лучший журналист года по версии Федерации футбола Узбекистана: 2000[3]

## Список книг Владимира Сафарова
- «Футбол-83» (1983)
- «Футбол-86» (1986)
- «Футбол. 50 чемпионат СССР» (1989)
- «Футбол-88» (1988)
- «Футбол-89» (1989)
- «Пахтакор. Матчи которые не забыть…» (1990)
- «Пахтакор снова в высшей!» (1991)
- «Футбол 1991. Среднеазиатская зона» (1991)
- «Пахтакор. Матч длиною в 40 лет» (1995)
- «Геннадий Красницкий: Жизнь в футболе. Талант особого рода» (2000)
- «Футбол братьев Ан» (2002)
- «Крылья памяти. Документальная хроника авиакатастрофы „Пахтакора“-79» (2004)
- «Сборник воспоминаний очевидцев и участников событий. „Пахтакор“-79» (2004)
- «Пахтакор: Летопись полувека» (2006)
- «Феномен Юрия Саркисяна: Жизнь в футболе» (2007)
- «Легенда узбекского футбола: Берадор Абдураимов» (2009), (переиздана в 2019)
- «Всё о джазе» (2010)
- «Хамид Рахматуллаев — узбекский Пеле» (2011)
- «Нашему „Пахтакору“ 55 лет» (2012)
- «Бохадыр Ибрагимов: С футболом по жизни» (2013)
- «Игрок чрезвычайно полезный» (2013)
- «Игорь Шквырин. Одиссея форварда» (2014)
- «Мяч под узбекским солнцем» (2014)
- «Футбол братьев Ан. Хроника. События. Судьбы» (2014)
- «Энциклопедия футбола Узбекистана 1912—2012» (2014)
- «Рахим Муминов. С футболом по жизни» (2015)
- «Фуркат Эсанбаев: Человек-гол!» (2015)